# 東海豪雨
東海豪雨（とうかいごうう）は、2000年（平成12年）9月11日 - 12日を中心に愛知県名古屋市およびその周辺（東海3県）で起こった豪雨災害（水害）。東海集中豪雨とも言う。都市水害の恐怖を実感させる大きな被害で話題になった。東海豪雨は地域的に定着している通称である。後に激甚災害に指定された。
以下の地名はすべて豪雨発生当時の自治体名で示す。

## 概要
2000年（平成12年）9月7日ごろから本州付近に秋雨前線が停滞し、11日から12日にかけて台風14号の東側を回る暖湿気流が前線に向かって流れ込んだため、前線の活動が活発となり、愛知県・三重県・岐阜県の東海地方を中心に線状降水帯が形成され、雷を伴った非常に激しい雨が降った。名古屋市では11日の日降水量が平年の9月の月降水量の2倍となる428ミリとなり、2日間の合計降水量は567ミリに達した。東海市では11日の19時までの1時間降水量114ミリ、日降水量は492ミリを記録した。
このため11日夕方頃から大きな被害が生じ、中部地方太平洋側の広い範囲で浸水、河道護岸の損壊、崖崩れ、土石流などによる災害が発生した。この災害により、愛知県名古屋市、一宮市、春日井市、西春日井郡師勝町（現・北名古屋市）、西春町（現・北名古屋市）、清洲町（現・清須市）、西枇杷島町（現・清須市）、新川町（現・清須市）、豊山町、豊明市、半田市、刈谷市、大府市、岩倉市、東海市、知多郡美浜町、東浦町、阿久比町、海部郡甚目寺町（現・あま市）、大治町、北設楽郡稲武町（現・豊田市）、岐阜県恵那郡上矢作町（現・恵那市）の21市町に災害救助法が適用された。
他方、元来旧市街地を洪水から守る庄内川放流路としての新川洗堰の向こう側に広がった名古屋市内の庄内川水系新川では、長さ100メートルにわたる破堤があったほか、愛知県内で少なくとも10か所で破堤し、名古屋市中川区下之一色町では洗堰での分流にもかかわらず庄内川が堤防高を超えて溢水するなど、各地で多数の越流があった。下之一色町三角地区のうち、県道の橋より南側にある集落は浸水により居住不能となり消滅した。
この結果、新川流域（名古屋市西区山田地区、西春日井郡西枇杷島町・新川町（現・清須市））、庄内川流域（名古屋市中川区、春日井市）、天白川流域（名古屋市天白区・南区・緑区など）、境川・逢妻川流域（大府市、知立市、刈谷市、知多郡東浦町など）、名古屋市周辺でとりわけ多くの浸水被害が生じた。
岐阜県では矢作川流域を中心とした恵南地域に多大な被害が出たため、この豪雨に関して岐阜県内に限っては恵南豪雨とも呼ばれる。恵南地域では家屋の倒壊や流失といった深刻な被害が出ていたが、マスコミでは比較的被害が軽微であった名古屋市周辺の報道が集中し、取り上げられることはほとんどなかった。
期間降水量は、三重県多気郡宮川村（現・大台町）で1,090ミリとなったほか、四国から東海地方で800〜1,000ミリに達した。大雨は静岡県と山梨県にも及び、これらの広い地域で2日間の合計降水量が200〜400ミリとなったところがあった。

## 野並地区

### 甚大な被害

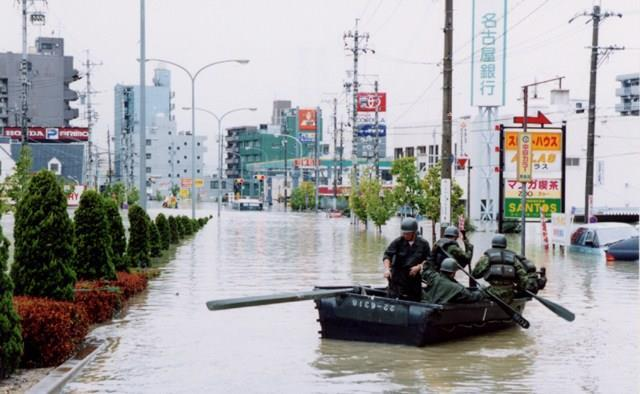
東海豪雨時の名古屋市天白区野並

名古屋市周辺で最も浸水被害が激しかったのは天白区野並地区で、約2,800世帯が浸水した。天白川とその支流の藤川の堤防に囲まれた堤内地が水面より遥かに低い地形だったため、行き場を失った雨水が集中し、ポンプ場から天白川に排水した水がそのまま藤川の支流の郷下川を逆流して再度野並地区に流入するという悪循環を繰り返し、やがて地区内の住宅の1階は完全に水没して住居内での溺死者も発生した。ポンプ場も浸水して機能停止したため、水が引くまでに相当の時間を要することとなった。

### 野並地区での経過[22]
9月11日
- 18時50分 - 天白川水防警報（天白・準備）。
- 19時00分 - 住宅地で床上浸水が発生。
- 19時30分 - 状況把握のため天白区職員4名を野並地区へ派遣。
- 20時00分 - 天白ふれあい広場、南天白中、野並小、若宮商高へ避難所開設のため職員8名を派遣（野並小、若宮商高は浸水のため近づけず）。天白区北沢交差点～平子橋間、野並交差点～野並橋間交通規制。
- 20時50分 -  野並小の無線およびFAXなど水没。
- 21時20分 - 名古屋市営地下鉄桜通線の野並駅と鶴里駅が冠水し、桜山～野並間で運休となる。
- 22時16分 - 天白区野並付近（野並交差点北西一帯）において浸水による救助要請多発。舟艇を含む多数の消防隊を投入。
- 23時45分 - 自衛隊に災害派遣要請。

9月12日
- 1時7分 - 自衛隊による天白川水防活動および野並学区人命救助開始。
- 1時30分 - 天白ふれあい広場にタオルおよび毛布、南天白中に毛布等、原小に毛布等を搬送。
- 1時59分 - 浸水により野並ポンプ所のディーゼルエンジンポンプ1台が停止。
- 3時0分 - 県営野並住宅集会所を避難所として開設するため職員2名を派遣するも、浸水のため近づけず。
- 3時41分 - 浸水により野並ポンプ所のディーゼルエンジンポンプ3台が停止。
- 10時00分 - 野並ポンプ所のディーゼルエンジンポンプ4台が復旧。
- 18時45分 - 野並～天白川左岸湛水通行止め。

9月13日
- 6時30分 - 北沢交差点～平子橋間、野並交差点～野並橋間、土木事務所の清掃に伴う交通規制。
- 14時0分 - 古川交差点～中坪交差点、野並小学校北交差点～福池～文化会館、土木事務所の清掃に伴う交通規制。

## 被害状況
消防庁によると、東海地方（静岡県・岐阜県・愛知県・三重県）で10人が死亡し、全国で115人が重軽傷を負った。経済的被害は2700億円を超え、1959年（昭和34年）の伊勢湾台風以来の水害となった。

## 交通規制

### 東海道新幹線
東海道新幹線は、11日昼頃まで平常通りの運行が続いていた。その後、名古屋市付近で警戒水準を超える降雨を記録したにもかかわらず、東海旅客鉄道（JR東海）は「遅れを最小限に留めたい」「運休は避けたい」という当時の葛西敬之社長の意向もあって、東京駅からダイヤ通りに新幹線を発車させた。しかし、雨足が強まっていく中で出発した列車は、徐行と停止を繰り返しながら遅延を拡大させ、結果的に東京駅 - 米原駅間で70本近い列車が団子状態でストップし、全面的に不通となった。
列車が運良く駅ホーム内で足止めとなった乗客は、改札を出て駅近くのホテルなどを利用できたが、最終的に5万人を超える乗客が車内に取り残され、一夜を明かす事態となった。その中には翌12日からの阪神甲子園球場での阪神タイガース戦に出場する読売ジャイアンツの選手も数名含まれており、12日に新大阪駅に到着したものの、同日の試合は中止となった。長嶋茂雄や松井秀喜のように航空機で移動していた選手や首脳陣もいたが、多くの選手は新幹線移動であった。
天候が回復した翌12日もダイヤの乱れは続き、博多発東京行き「のぞみ20号」が22時間21分遅れで終点の東京駅に到着するという、開業以来最悪の遅延を記録した。JR東海は数多くの乗客が車内で運行再開を待つ結果となったことについて、「もっと早く運転見合わせするべきだった」という批判にさらされ、運輸省（現：国土交通省）も「不可抗力という側面があったものの、乗客への案内や対応、列車の抑止、的確な気象情報の把握などの点で、改善を図れば、被害を軽減できる余地はあった」としてJR東海に事情の説明を求めた。数日後の社長定例会見では、葛西が「あれは未曾有の大災害が原因で、正常で適切な運行だった」と発言したが、この発言にも批判が集まり、後の会見では「多くの乗客にご迷惑をおかけしました」と陳謝する事態に発展している。

### JR在来線
JR東海の在来線では11日夕方頃から遅延や運休が生じ、名古屋駅構内は帰宅困難者で大混乱となった。東海道線の下り岐阜方面は11日深夜に一旦雨足が収まり運転が再開されたが、枇杷島駅 - 清洲駅間や稲沢駅付近で浸水被害のため、数本の列車を運転しただけで再び運休となった。
翌12日は朝から全面運休となり、18時頃にまず岐阜方面が復旧した。この時点では稲沢線を経由しての復旧であったため、清洲駅および稲沢駅に列車が到着したのは13日の始発からであった。また、上り豊橋方面は大府駅 - 逢妻駅間の境川橋梁付近の浸水が特に深刻で、全線復旧は14日の16時半であった。
その他、中央線をはじめとした各路線でも遅延や運休が相次ぎ、高蔵寺駅でも浸水し、自動改札機や駅に入る商店街などが浸水する被害を受けた。

### 名鉄

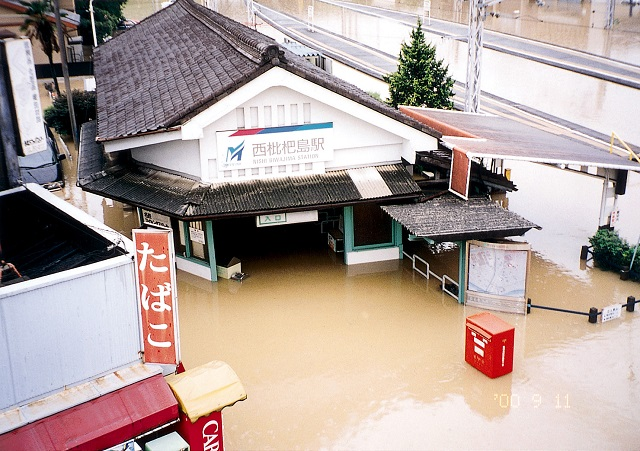
西枇杷島駅の浸水状況

名古屋鉄道（名鉄）では西枇杷島駅や下小田井駅付近、須ヶ口駅とその構内にある新川検車区などが水没した。犬山線の上小田井駅以北と名古屋駅のアクセスは名古屋市営地下鉄鶴舞線直通により対処できたものの、犬山線残存区間、名古屋本線栄生駅 - 新一宮駅（現・名鉄一宮駅）間と津島線は、13日22時頃まで運休した。
車両も多くが被害を受けたが、大半は修理され復帰した。しかし、製造年次が古い5500系5505Fは修理が断念され、同形式初の廃車となった。

### 名古屋市営地下鉄
名古屋市営地下鉄も各地で運転見合わせが相次いだ。
名城線は市役所駅（現：名古屋城駅） - 砂田橋駅間で運転を見合わせた。特に平安通駅付近とその構内の被害が大きく、軌道も浸水した。
桜通線は桜山駅 - 野並駅間で運転を見合わせた。冠水した地域の真下を走っていた区間では、最も近くに所在した野並駅がコンコースおよびホームともに30 cm以上の浸水被害を受けている。
鶴舞線は庄内緑地公園駅 - 上小田井駅間と、八事駅 - 赤池駅間で運転を見合わせた。塩釜口駅が水没し、出入口には止水板が設置された。
東山線では目立った運休はなかったが、中村公園駅付近で増水し、出入口には土のうが積まれた。また、一部の駅では終日構内を開放し、ホームに停まっていた電車は「車内ホテル」として開放され、利用者は電車の座席やホームのベンチなどで寝るなどして一夜を明かした。
結果、名古屋市内を走るすべての地下鉄が全面的に運転を再開したのは、13日の午後以降になった。なお、上飯田線の全線、名城線の砂田橋駅 - 名古屋大学駅 - 新瑞橋駅間、桜通線の野並駅 - 徳重駅間は当時未開通である。

## 電気製品
各家庭でも水没・被水により多くの電気製品が故障した。高度な電子制御をしていない電器機器などは、綺麗に洗浄・乾燥させることで再利用が可能なのもあったが、大半の電気製品は買い換えを要することとなった。地元電気店では安値の大売出しを実施し、被災者に配慮した。

## 重要データ
企業や官公庁等では多数のパソコンが水没し、高額な修理交換費用もさることながら、重要データ消失の危機にさらされた。だが、水を浴びた状態で通電したものや水没後に錆が発生したものを除けば、ハードディスクの気密性の高さが幸いしてデータ消失の損害は最小で済んだ。この種のデータ消失リスクに対してはRAIDやバックアップテープなどが効果を発揮しないため、遠隔地にデータセンターを設け、定期的にデータをバックアップすることが行われる契機になった。

## 自動車
水没して動けなくなった多数の自動車が数日間路上に放置された。修理費用が新車購入費用を超えるケースが多く、多数の自動車が廃車となり処置が危ぶまれたものの、大きな被害を受けた車両を除き、被災後には中古車業者や解体業者が大挙して押し寄せ、引き取っていった。

## 流通
災害発生中には名古屋市内全域に大渋滞が発生し、場所によっては1時間に100メートルも進めない状態となった。このため食料品を中心に流通が麻痺したこと、市民の買出しが集中したことも影響して、直接的な被害を受けていない地域においてもコンビニエンスストアやスーパーマーケットの棚から食料品が一時的に消える事態となった。生鮮食品は配送トラックの中で消費期限を迎え、店舗に到着した段階で廃棄処分が行われた。
名古屋駅周辺のコンビニなどにおいても同様のケースが発生したものの、地下街のマクドナルドが帰宅困難者のために深夜1時過ぎまで特別営業を行った。

## その他
中部電力管内の各エリアで停電が相次いだことから信号なども止まり、道路冠水の影響で車を放置して歩く人が相次いだ為、車が動かない道路が多くあり、渋滞から緊急車両が現場に遅れる事態も相次いだ。

### プロ野球
当日は試合がなかったものの、翌日からナゴヤドームで開催予定だった中日ドラゴンズ対広島東洋カープ戦が冠水のため中止。さらに、前述の阪神甲子園球場で開催予定だった阪神タイガース - 読売ジャイアンツ戦も新幹線の不通により、巨人の出場選手が12日に新大阪駅に到着したため、疲労により対等な条件での試合開催は不可能であろうと阪神タイガース側から申し出があり、12日の試合は中止になった。この他、ナゴヤドームの地下駐車場に駐車していた岩瀬仁紀投手の愛車・キャデラック、地上に停めてあった種田仁内野手の愛車・BMW、神野純一内野手の愛車・日産・スカイラインGT-Rが水没し、当時2軍マネージャーだった北野勝則の西枇杷島町にあった自宅マンション付近の新川の堤防が決壊し敷地内駐車場に止めていた愛車が流されるなどの被害があった。

### メディア
発生後の同年9月16日にテレビ東京系列で放送されたバラエティ番組『出没!アド街ック天国』で名古屋市・名駅を取り上げた際、番組のオープニングとエンディングで「東海豪雨で被害に遭われた方々にお見舞い申し上げます。一日も早い復興を心よりお祈り致します。」というテロップが画面下部に表示されていた。
名古屋テレビ放送（メ〜テレ）が2012年（平成24年）1月9日、開局50周年記念番組『ドデスカ!UP!増刊号』の番組内で、東海地方の「心に残るニュース50選」を放送するため、「事件＆事故」部門でアンケートを集計した結果、東海豪雨が同部門の第1位になった。

## 損害賠償請求訴訟
豪雨により新川の堤防が決壊し、浸水被害を受けたのは、庄内川下流部の改修工事を優先させて庄内川に設けられた洗堰の閉鎖工事を行わなかった河川管理に問題があったとして、名古屋市西区と西枇杷島町（現・清須市）の住民ら37人が国と愛知県に計1億4800万円の損害賠償を求める訴訟を提訴した。
2008年（平成20年）3月14日、名古屋地裁（内田計一裁判長）は「洗堰を閉じなかった行政の管理に瑕疵はなく、改修計画も不合理とは言えない」として原告の請求を棄却した。
2010年（平成22年）8月31日、名古屋高裁（中村直文裁判長）は「下流域の改修を先行させた治水事業が不合理とは認められず、改修の順番を変える特段の事情もなかった」として一審・名古屋地裁の判決を支持、原告の控訴を棄却した。
2012年（平成24年）11月29日、最高裁第一小法廷（金築誠志裁判長）は原告の上告を棄却する決定を出したため、住民の請求を棄却した一・二審判決が確定した。

### 書籍
- 中部建設協会『忘れない、東海豪雨～東海豪雨から10年～』中部建設協会、2010年
- 佐藤公俊『なるほど天気と気象』46p、学研プラス、2022年、ISBN-13：978-4054068599、ISBN-10：4059200506
- 小原真理子『いのちとこころを救う災害看護』5p、学研メディカル秀潤社、2008年、ISBN-13：9784059127505、ISBN-10：4059127507
- 「AERA」朝日新聞社、2000年10月16日号。
- 「グリーン・パワー」2008年5月号、森林文化協会